# 木津川市立南加茂台小学校
木津川市立南加茂台小学校（きづがわしりつ ながもだいしょうがっこう）は、京都府木津川市南加茂台十二丁目にある公立小学校。

## 概要
1982年に開校した。2009年に木津川市教育委員会が隣接する木津川市立当尾小学校を2010年3月31日をもって廃止し、当校に統合する方針を決定したが、2010年3月に、統合の時期を2011年4月に先送りすることが決定された。

## 沿革
- 1982年 - 開校。
- 2007年3月12日 - 市制施行に伴い木津川市立南加茂台小学校と改称。
- 2012年3月31日 - 木津川市立当尾小学校を統合。

## 主な進学先
- 木津川市立泉川中学校

## 通学区域が隣接している学校
- 木津川市立加茂小学校
- 木津川市立梅美台小学校
- （奈良県）奈良市立興東小学校